# Izabela Lupulesku
Izabela Lupulesku (en serbio: Изабела Лупулеску; Zrenjanin, 7 de noviembre de 1999) es una deportista serbia que compite en tenis de mesa. Ganó una medalla de bronce en el Campeonato Europeo de Tenis de Mesa de 2024, en el torneo de dobles.

## Palmarés internacional
| Campeonato Europeo | Campeonato Europeo | Campeonato Europeo | Campeonato Europeo |
| Año                | Lugar              | Medalla            | Prueba             |
| ------------------ | ------------------ | ------------------ | ------------------ |
| 2024               | Linz (Austria)     | Medalla de bronce  | Dobles             |